# キベラ

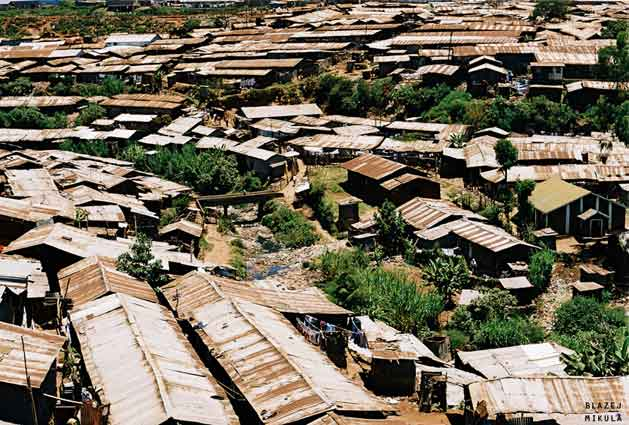
キベラの景観

キベラ（Kibera）は、ナイロビ（ケニア）に位置する、ソウェトに次ぐアフリカ2番目に規模を持つスラム。名前は、kibra（ヌビア語：森、ジャングル）に因む。

## 概要
- 1918年、ヌビアの兵士は第1次世界大戦とそれ以前の戦いの功績への褒美として、ナイロビ近郊の森林に位置する居住地を拝受[2]。
- 1963年、ケニア独立の後に居住者数が大幅に増加。
- UN-HABITAT（国際連合人間居住計画）本部はキベラ近郊に位置し、国連事務総長潘基文は就任初月に来訪[2]。

## 地理
- ナイロビ市外南西に位置、南にナイロビ・ダムが位置する。
- 面積：約2.5km²、マンハッタン セントラルパークの75%
- 推定人口：60万〜120万人[2]、ナイロビ人口の過半数
- 人口密度：300,000/km²[3]
- 村名：Kianda, Soweto, Gatwekera, Kisumu Ndogo, Lindi, Laini Saba, Siranga/Undugu, Makina, Mashimoni など[4]。
- 交通：ウガンダ鉄道の駅
- 教育施設：公立オリンピック小学校

## キベラを題材にする作品
- 映画
  - ナイロビの蜂、フェルナンド・メイレレス監督
  - Über Wasser: Menschen und gelbe Kanister、ドキュメンタリー、オーストリア
  - en:Kibera Kid、Nathan Collett 原作・監督・共同製作、ベルリン映画祭上映
- 音楽ビデオ
  - World On Fire by サラ・マクラクラン